# Keith Green
Keith Gordon Green (21 de outubro de 1953 – 28 de julho de 1982) foi um cantor e multi-instrumentista gospel americano nascido em Sheepshead Bay, Brooklyn, Nova York. Compunha, interpretava e tocava piano, guitarra, contrabaixo e percussão.
A família Green logo mudou-se para a California, estabelecendo-se no Vale de San Fernando, na municipalidade de Los Angeles. Keith entrou na música desde a mais tenra idade, com três anos mais precisamente, e seu primeiro instrumento foi um Ukulele (instrumento musical semelhante a um cavaquinho, com apenas 4 cordas afinadas em lá, mi, dó e sol). A guitarra ele iniciou aos cinco, e o piano aos sete anos de idade. Seus talentos foram observados por grandes programas e jornais americanos da época, como Arthur Laurents e o Los Angeles Times. Aos 10 anos era ator infantil, tendo feito parte do elenco de "The Sound of Music" como "Kurt von Trapp" no Valley Music Theater em Woodland Hills, California. Em Fevereiro de 1965, contando apenas com 12 anos de idade, já dispunha de quarenta canções originais sob sua carreira. Green então assinou um contrato de cinco anos com a Decca Records, uma das maiores gravadoras do mundo, comprada depois pela Polygram. Entre seus artista a Decca tinha nomes como Louis Armstrong, Rolling Stones, George Harrison. Green se tornou o artista mais jovem a assinar com a ASCAP, Sociedade Americana de Compositores, Autores e Editores. A Decca Records havia planejado fazer de Green um ídolo 'teen', recebendo regularmente os jovens pré-adolescentes caracterizado-os em shows populares de televisão como “Jack Benny Show” e o “Steve Allen Show”. No entanto, após a atenção nacional prevista pela Decca Records para Keith, a fama não conseguiu se materializar. Um jovem cantor chamado Donny Osmond captou a atenção dos pré-adolescentes e adolescentes, eclipsando Keith da recém-descoberta e do estrelato, e Keith foi rapidamente esquecido pelo público.

## Conversão

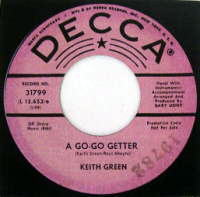
Primeiro lançamento de Keith Green, pela Decca. Do outro lado a música era The Way I Used To Be.

Keith tinha origem judaica e foi criado na Ciência Cristã. Cresceu lendo o Novo Testamento, e chamava a mistura entre o fato de ser judeu e aprender sobre Jesus "uma estranha combinação", que fazia com que tivesse uma mente aberta mas o deixava profundamente insatisfeito. Começou então a usar drogas e a se interessar por misticismo oriental e o chamado "amor livre". Após experimentar o que ele descreveu como "uma viagem ruim", abandonou o uso de drogas e começou a se interessar por Filosofia e Teologia. Green afirmou, posteriormente, que durante sua fase de ceticismo esteve "perdido em uma fantasia, até que o amor de Deus invadiu" e ele renunciou completamente à Ciência Cristã e se tornou um seguidor de Jesus, um judeu que crê que Jesus é o Messias. Uma semana depois, a esposa de Keith, Melody, com quem ele havia se casado em 1973 e também era judia, se tornou uma judia que crê em Jesus. Foi nessa época que os recém-casados se envolveram com a Vineyard Christian Fellowship no sul da Califórnia.

## Ministério
Em 1975 o casal Green iniciou um programa de evangelização nos subúrbios de Los Angeles, Califórnia, em San Fernando Valley. Rapidamente sua pequena casa no subúrbio estava superlotada de prostitutas, tóxico-dependentes e sem-teto que recebiam, além do evangelho, atenção e cuidados. A comunidade de novos crentes foi crescendo rapidamente. Pessoas foram continuamente se posicionando para o batismo e definindo suas vidas para servir o Senhor. Logo tiveram que adquirir uma casa vizinha à sua própria e alugaram mais cinco no mesmo bairro, para grande consternação dos seus vizinhos. O ministério de Keith Green foi largamente influenciado por um grande pregador da época, Leonard Ravenhill, que possui um de seus livros publicado em português, “Por que tarda o pleno Avivamento?”. Ravenhill apontou para Keith, Charles Finney, um reavivalista pregador do século XIX que pregou a lei de Deus provocando convicção de pecado em seus ouvintes. Durante seus concertos, muitas vezes ele exortava seus ouvintes a se arrependerem e a empenharem-se mais inteiramente a seguir Cristo.

## Como Músico Cristão
Em 1976 Green trabalhou no álbum Firewind (1976) com cantores cristãos como Terry Talbot, John Talbot, e Barry McGuire. “For Him Who Has Ears to Hear”, foi lançado em 1977 e alcançou o topo do sucesso nas rádios evangélicas americanas. Seu segundo trabalho solo, “Libertação”, seguido de “No Compromise”, em 1978.
Em 1979, depois de negociar o encerramento de seu contrato com a produtora Sparrow, Green sentiu-se direcionado por Deus a não mais cobrar dinheiro por suas apresentações e seus discos e lançou a política do “pague o que puder”. Keith e Melody hipotecaram sua casa para financiar pessoalmente o próximo álbum, “So You Wanna Go Back To Egypt”, que incluiu uma participação especial do cantor Bob Dylan, que na época vivia sua fase cristã. O disco foi oferecido através do correio e nos shows pelo valor que cada a pessoa decidisse pagar, se quisesse pagar. Em Maio de 1982, Green tinha enviado mais de 200 mil unidades de seu álbum via correio. Desses, por 61 mil ele não recebeu nada, foram todos gratuitos. Posteriormente da mesma forma os álbuns “Keith Green Collection” (1981) e “Songs For The Shepherd” (1982). Quando sua música foi enviado para as livrarias evangélicas, um segundo foi incluído de forma gratuita para todos os cassetes comprados, para serem dados de presente a um amigo para ajudar a difundir o evangelho. Ou seja, o lucro era zero.
Posteriormente a política do "pague o que puder" foi estendida a todos os seus outros álbuns e materiais produzidos pelo seu ministério.

## Ministério Last Days
Em 1978, Last Days Ministries (LDM), (Ministério dos Últimos Dias), fundado por Green, começou a publicar um periódico chamado “Last Days Newsletter”. Inicialmente impresso em poucas páginas em papel solto, o boletim informativo cresceu em termos de conteúdo e, posteriormente, se tornou em uma revista impressa em cores, e foi renomeada em meados de 1985, como “Last Days Magazine”. A revista caracterizava-se por matérias de Green e sua esposa, assim como de homens consagrados na fé como os pastores David Wilkerson, Leonard Ravenhill e Winkie Pratney, todos com uma mesma visão. Mais tarde a publicação também incluiu a reimpressão das obras de autores clássicos, como os cristãos Charles Finney, John Wesley, William Booth e sua esposa Catherine. A maioria dos artigos foram reimpressos como folhetos em 50 idiomas diferentes. No auge da sua popularidade a revista foi enviada em mais de 16 milhões de cópias ao redor do mundo. Em 1979 o ministério se mudou do bairro de San Fernando Valley, na California, para um rancho de 40 acres (160 000 m²) em Lindale, Texas. Dentro de alguns anos, o ministério compraria terras adicionais, elevando o total para 140 acres.

## Falecimento
Junto com outros onze, Keith Green faleceu em 28 de julho de 1982, quando o avião Cessna 414, alugado pelo ministério, caiu após decolar da pista privada localizada na sede da missão. O pequeno avião de dois motores estava transportando onze passageiros para um passeio aéreo pela região da propriedade. Green e dois de seus filhos, Josiah, de três anos de idade, e Bethany, com dois, estavam a bordo do avião, juntamente com os missionários visitantes John e Dede Smalley e os seus seis filhos. Foi sepultado no Garden Valley Cemetery, Texas no Estados Unidos. Em 27 de novembro de 2001, Keith Green foi introduzido no hall da fama da música Gospel americana.
Green não se via como um “artista” por profissão, e demonstrou um desapego material raro de se encontrar nos dias atuais. Ele não se isolava no palco nem transformava isso em meio de vida, ao contrário, arregaçava as mangas, saía dos holofotes e procurava sempre uma proximidade com seu público.

### 28|28|28
Trata-se de um evento programado para lembrar a memória e os ideais de Keith Green, na data em que coincidiriam o dia 28 de julho, os 28 anos do desaparecimento de Green e os 28 anos de idade que ele tinha na ocasião.
Na data, uma série de transmissões ao vivo via web foram programadas com a presença da esposa de Keith Green, Melody e amigos.

## Discografia

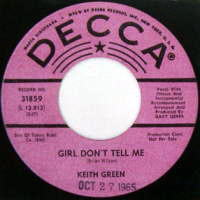
Girl Don't Tell Me, Decca 31859, outubro de 1965. A outra música era How To Be Your Guy.

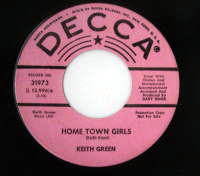
Home Town Girls, Decca 31973, julho de 1966. O lado B era You're What's Happening Baby.

### Carreira: 1965-1982

#### Fase inicial
Além do primeiro disco em maio de 1965, outros dois discos foram lançados pela Decca (ao lado).

#### Fase cristã
- For Him Who Has Ears to Hear (20 de maio de 1977)
- No Compromise (9 de novembro de 1978)
- So You Wanna Go Back to Egypt (7 de maio de 1980)
- The Keith Green Collection (11 de agosto de 1981)
- Songs For The Shepherd (12 de abril 1982)

### Lançamentos póstumos

#### No cenário cristão
- I Only Want To See You There (M21 de março de 1983)
- The Prodigal Son (Keith Green album)|The Prodigal Son (15 de agosto de 1983)
- Jesus Commands Us To Go (20 de julho de 1984)
- The Ministry Years, Volume One (1977-1979) (1987)
- The Ministry Years, Volume Two (1980-1982) (1988)
- The Early Years (1996)
- Best of Keith Green: Asleep in the Light (1996)
- Because of You: Songs of Testimony (1998)
- Here Am I, Send Me: Songs of Evangelism (1998)
- Make My Life a Prayer to You: Songs of Devotion (1998)
- Oh Lord, You're Beautiful: Songs of Worship (1998)
- Ultimate Collection (Keith Green DVD)|The Ultimate Collection (DVD/CD) (2002)
- Live Experience (CD Release) (29 de abril de 2008)
- Live Experience Special Edition (CD/DVD) (29 de abril 2008)
- Greatest Hits (29 de abril , 2008)
- Happy Birthday to You Jesus (23 de novembro 2009)

#### No cenário geral
- Keith Green Live (His Incredible Youth) (1995)
- The Early Word (13 de fevereiro de 2009)

### Tributos
- No Compromise: Remembering the Music of Keith Green (1993)
- Start Right Here: Remembering the Life of Keith Green (2001)
- Your Love Broke Through: The Worship Songs Of Keith Green (2002)

## Ligações Externas
- Keith Green Site oficial
- Last Days Ministries Site da missão LDM

## Curiosidades
A banda brasileira de rock, Palavrantiga, fez referência a Keith Green na canção Rookmaaker.